# Chassal
Chassal korábbi község (település) Franciaországban, Jura megyében. 2019. január 1-jén Molinges községgel egyesült és Chassal-Molinges új község része lett.
Lakosainak száma 426 fő (2018. január 1.). Chassal Lavans-lès-Saint-Claude, Larrivoire, Molinges, Pratz és Saint-Claude községekkel határos.

## Népesség
A település népességének változása:
| Lakosok száma | 352  | 383  | 425  | 509  | 497  | 480  | 451  | 453  | 432  | 426  |
|               | 1968 | 1975 | 1982 | 1999 | 2006 | 2011 | 2013 | 2016 | 2017 | 2018 |